# Mairie du 14e arrondissement de Paris

Logo de la mairie du 14e arrondissement de Paris.

La mairie du 14e arrondissement de Paris est le bâtiment qui héberge les services municipaux du 14e arrondissement de Paris, en France.

## Situation et accès
La mairie du 14e arrondissement est située place Ferdinand-Brunot.

## Historique

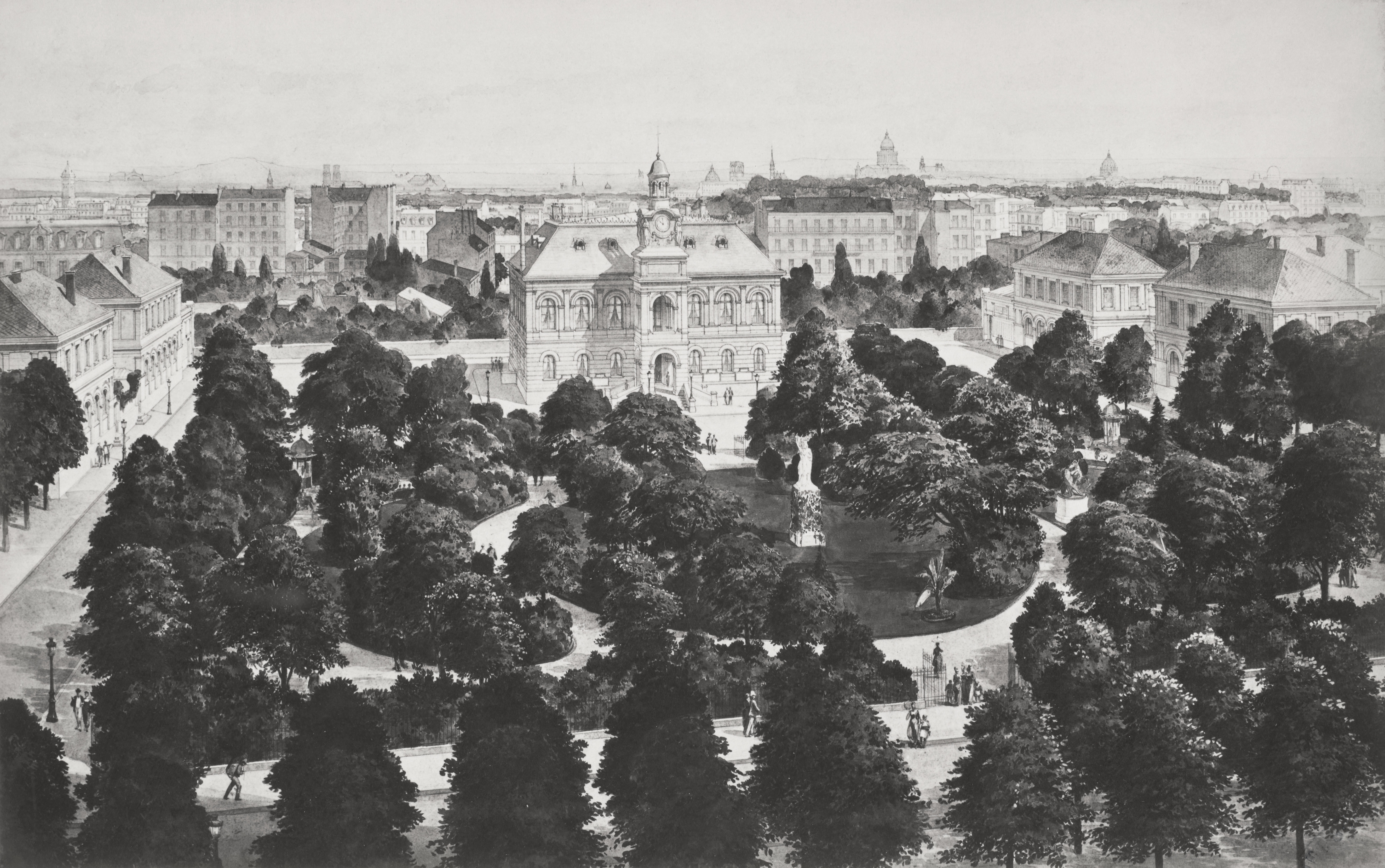
La mairie et le square de Montrouge avant 1870.

### La mairie de Montrouge
Dans la première moitié du XIXe siècle, le Petit-Montrouge, plus étendu que l'actuel quartier du même nom, appartient au territoire de la commune de Montrouge. Situé plus près de Paris et séparé, à partir du début des années 1840, du « Grand-Montrouge » par l'enceinte de Thiers et une zone de servitude militaire non constructible, il se développe plus rapidement que son centre historique. Au milieu du XIXe siècle, 7000 habitants résideront au Petit-Montrouge contre 3000 au Grand-Montrouge. En 1846, la municipalité décide de construire un nouvel ensemble regroupant la mairie et les écoles de garçons et de filles. Conçue par l'architecte Claude Naissant (1801-1879), la mairie est construite entre 1851 et 1855.
D'ampleur modeste, cet édifice fait l'objet d'un traitement soigné. Il s'agit d'un édifice carré à deux étages. Le rez de chaussée est traité en bossage continu en table. Les fenêtres du premier étage sont cintrées et séparées par des pilastres corinthiens supportant une frise à modillons et à têtes de lions. Au dessus, se trouve un étage de combles, percé d’œils-de-bœuf. Le bâtiment est couvert d'un toit à longs pans à croupe brisée. L'avant-corps central est flanqué de quatre statues d'Hyacinthe Chevalier personnifiant les actes de l’État Civil et encadrant les angles du campanile. Celui ci est coiffé d'un toit en pavillon surmonté d'un lanternon abritant une cloche. Le plafond en chêne sculpté à caisson de la salle des mariages montre également le soin apporté à ce bâtiment.

### Le bâtiment actuel
La loi du 16 juin 1859 incorpore le Petit-Montrouge à Paris. L'ancienne mairie de Montrouge devient la mairie du 14e arrondissement nouvellement créé. Elle est agrandie entre 1882 et 1891 par Émile Auburtin (1838-1899).
La partie centrale du bâtiment passe de 3 à 5 travées de part et d'autre du porche et de la loge centrale. L'avant-corps et le campanile sont entièrement reconstruits et les statues d’Hyacinthe Chevalier déposées. Deux pavillons d'angle, haut de trois étages sous combles, sont construits à chaque extrémité. La nouvelle mairie comporte deux petites cours intérieures.
En 1889 le Maurice Chabas (1862-1947) remporte un concours ouvert par la municipalité pour l'exécution de panneaux peints destinés à décorer la grande salle de mariage. L'ensemble comprend trois peintures sur toile marouflée insérées dans les boiseries qui ont pour thème Les Fiançailles, Le Repas de noces et La Famille.
En 1936, la cour de gauche est recouverte par une voûte en béton translucide remarquable.
Le sous-sol de la mairie de 1881 est aménagé à la fin des années 1930 en abri de la défense passive. En 1936, une mairie annexe est construite à proximité par Georges Sébille.

## Galerie de photographies

Plafond de la salle des mariages
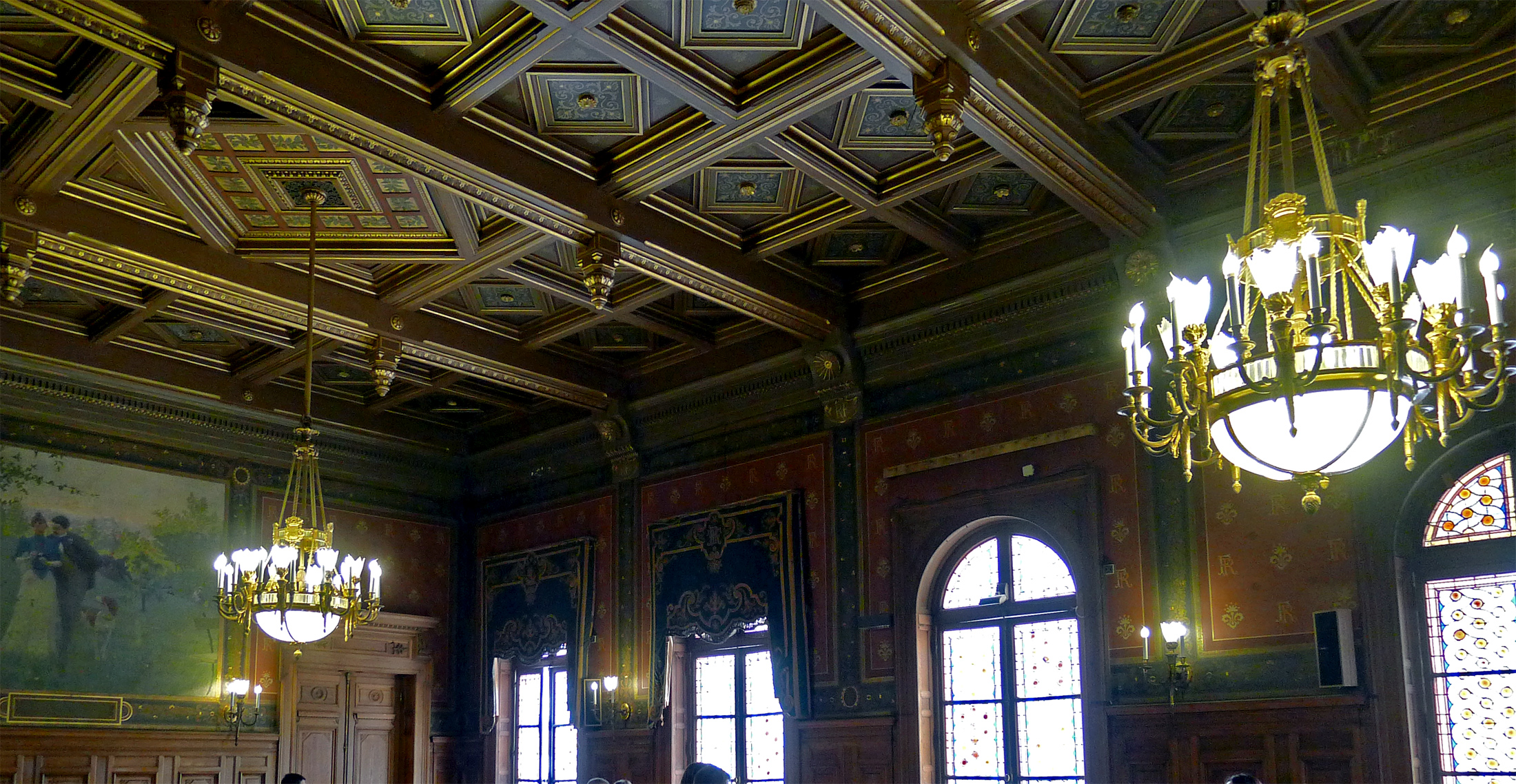
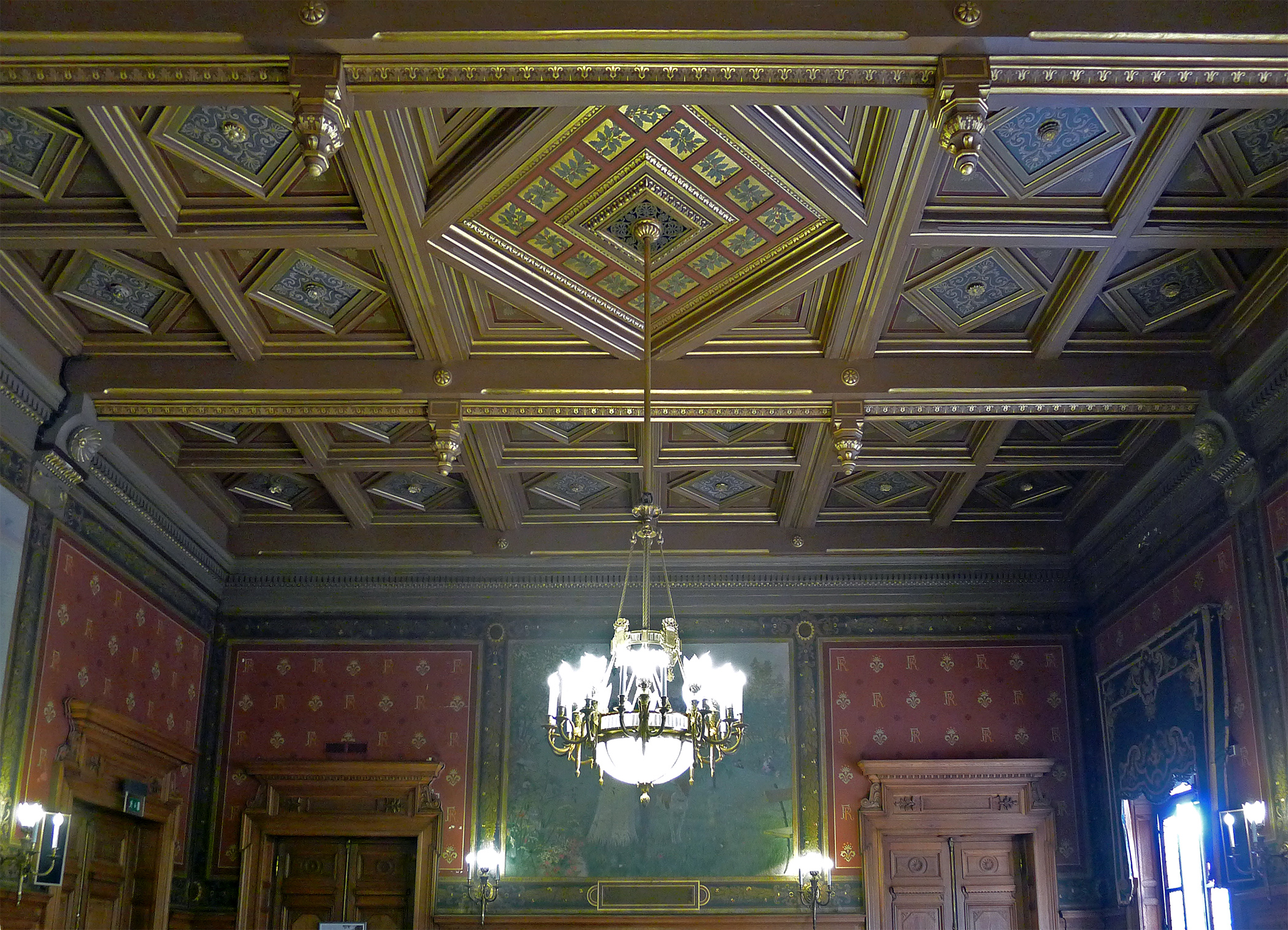